# Damjan Juda
Damjan Juda bio je dubrovački knez (?, 12. st. – ?, 1205.). Po završetku svoga jednogodišnjeg službovanja odbio je predati ovlasti svom nasljedniku na mjestu kneza. Prema predaji ubio se u mletačkom zarobljeništvu udarcem glavom o jarbol galije.
Nedugo nakon Četvrtog križarskog rata Juda je, uvidjevši nestabilnost tadašnjeg položaja dubrovačke komune, uz pomoć puka i vojske zadržao kneževski položaj. Na pobunu dijela vlastele odgovorio je njihovim protjerivanjem. Dubrovački kroničar Junije Rastić kasnije ga je nazvao tiraninom i gorljivim protivnikom Mlečana. Nakon protjerivanja Judinih protivnika, nezadovoljna je dubrovačka vlastela uz pomoć Judinog zeta Petra Beneše skovala urotu i potajno zatražila pomoć Mlečana u svrgavanju samovoljnog kneza. Nedugo nakon toga mletačke su lađe s visokim izaslanstvom stigle u, navodno prijateljski, posjet. Juda je, prema protokolu, posjet Mlečanima uzvratio na njihovom brodu, ali su ga oni vezali za jarbol. Uvidjevši bezizlaznost svoga položaja, jakim udarcem glavom o jarbol počinio je samoubojstvo. Mlečani su zatim preuzeli vlast nad dubrovačkom komunom, postavivši svoga kandidata imenom Lelovello (ili Zelovello), za kneza. Kontrolu nad Dubrovnikom izgubili su tek 1358. godine. 
Najranije pisano svjedočanstvo o ovom događaju ostavio je Ivan Ravenjanin (Giovanni Conversini). Nakon njega o Judi piše i Džono Restić i mnogi drugi dopunjujući svoja kazivanja i pučkim legendama.

## U književnosti
- Damiano di Ragusa (1862.), tragedija Marka Antuna Vidovića
- Đ. Arnold u baladi Damjan Juda, knez dubrovački (1885.), balada Đure Arnolda
- Damjan Juda (1905.), povijesna drama Julija Benešića